# Motor s unutarnjim izgaranjem
Motori s unutarnjim izgaranjem su motori kod kojih gorivo izgara u radnom prostoru koji služi i za pretvaranje kemijske energije goriva u toplinsku energiju, a potom iz toplinske energije u mehanički rad. 

## Podjela
Podjela kod motora s unutrašnjim izgaranjem se može napraviti na više načina.
Podjela po temeljnoj konstrukciji je na:
klipne (stapne) motore
plinske turbine
Podjela po srednjoj stapnoj brzini ili hodnosti (za stapne motore) je na:
sporohodne
srednjehodne
brzohodne
Prema vrsti goriva i procesu koji se odvija u stapnim motorima: 
benzinski (Otto-motor)
dizelski motor
Prema taktnosti stapnih motora:
dvotaktni motori
četverotaktni motori
Po konstrukciji stapnih motora:
redni motori
V-motori
VR-motori
bokser motori (motori s protuhodnim klipovima)
Wankelovi motori
Prema broju okretaja (ili kretnosti, za stapne motore):
sporokretne
srednjekretne
brzokretne
Prema radnosti motora stapnih motora:
jednoradne
dvoradne

## Podjela po taktnosti stapnih motora

### Dvotaktni motori
Princip rada dvotaktnog motora je jednostavan. Dvotaktni motor ima dva takta, prvi takt sadrži usis i komprimiranje zraka, dok je drugi takt radni, odnosno sadrži ekspanziju i ispuh.  Kretanjem klipa iz donje mrtve točke (u daljnjem tekstu DMT) započinje prvi takt. Na donjem dijelu košuljice cilindra nalaze se usisni kanali za usisavanje svježeg zraka kojeg potiskuje puhalo. Prolaskom klipa iznad usisnih kanala prestaje dotok svježeg zraka i počinje komprimiranje zraka. Klip se kreće ka gornjoj mrtvoj točki (u daljnjem tekstu GMT). Kada klip stigne u GMT započinje radni takt. Međutim, ubrizgavanje goriva započinje nekoliko stupnjeva prije GMT. Ubrizgavanjem goriva u prostor cilindra, ono se samozapaljuje zbog visoke temperature komprimiranog zraka i fino raspršenih čestica goriva. Gorivo se ubrizgava pod tlakom od oko 150 bara. Nakon ekspanzije klip kreće prema DMT i okreće koljenasto vratilo na koje je spojen preko križne glave i ojnice. Ispuh počinje kada klip svojim gibanjem prema DMT otvori ispušne kanale na košuljici cilindra, koji su smješteni iznad usisnih kanala tako da većina izgorene smjese izađe izvan prostora cilindra, tako da kad klip otvori usisne kanale svježi zrak pomogne ispiranju cilindra od izgorene smjese. Dolaskom klipa u DMT završava radni takt i započinje prvi.
Gornji opis je opis dvotaktnog Dieselova motora, a za benzinske motore postoji par razlika. U cilindar se ubacuje smjesa zraka i goriva, koja se tlači, a zatim, nekoliko stupnjeva prije GMT se pali iskrom iz svijećice.

### Četverotaktni motori
Princip rada četverotaktnih motora je malo složeniji od rada dvotaktnog motora. Četverotaktni motor ima četiri takta. Prvi takt je usis gorive smjese ili zraka. Kretnjom klipa iz GMT prema DMT otvara se usisni ventil koji se zatvara nešto prije dolaska kilpa u DMT. Slijedi drugi takt ili komprimiranje smjese (zraka). Kretnjom klipa iz DMT prema GMT klip komprimira smjesu (zrak) koja se pali nekoliko stupnjeva prije GMT. Kod benzinskih motora svjećica pali smjesu zraka i benzina, a kod dizel motora gorivo se ubrizgava u cilindar u kojem je stlačeni zrak visoke temperature i ono se samozapaljuje. Treći takt je ekspanzija koja je radni takt. Klip se giba iz GMT prema DMT eksplozijom nastalom zapaljivanjem smjese. Nešto prije DMT otvara se ispušni ventil i klip svojim gibanjem prema GMT istiskuje izgorenu smjesu izvan cilindra. Nešto prije GMT otvara se usisni ventil koji dodatno pospješuje ispiranje cilindra. Dolaskom klipa u GMT zatvara se ispušni ventil i završava ispušni takt, te proces počinje ispočetka.

## Podjela po izvedbi stapnih motora

### Redni motori
Redni motori su motori s unutarnjim izgaranjem u kojima su dva ili više cilindara (najčešće 4) postavljeni u jednom redu.

### V-motor
Proizvode se s 4, 6, 8, 10,12 ili 16 cilindara (paran broj cilindara od 4 naviše). Postavljaju se pod kutom od max. 60 stupnjeva čime se štedi na veličini motora. U motocikle se ugraduju i V motori s dva cilindra.

### Bokser motor
Bokser-motor ili motor s protuhodnim klipovima je motor s unutarnjim izgaranjem kod kojeg su cilindri smješteni jedan nasuprot drugome u jednoj horizonalnoj ravnini (pod kutom od 180°). Obično imaju paran broj cilindara: 2,4 ili 6.
Prvi i najpoznatiji proizvođač je Porsche, koji je prvi konstruirao i upotrebio u svojim automobilima pri kraju 2. svjetskog rata (1946. godine).
U brodskoj primjeni tj. za velike motore izrađivao se Doxford motor.

### VR motor
Kombinacija 'rednog' i 'V motora' 
prednost vr motora nad v motorima jest to sto su vr motori manjih dimenzija. vr je zapravo v motor samo sto cilindri ne stoje pod kutom od 90°ili 60° stupnjeva nego pod kutom od 15° stupnjeva.

## Osnovni dijelovi stapnih motora
Osnovni dijelovi motora ovise o njegovoj izvedbi i veličini. Osnvni dijelovi motora mogu biti (ili jesu): temeljna ploča, blok motora, koljenasto vratilo, stapajica, klipnjača, križna glava, košuljica cilindra, stap (klip), glava motora, ispušni i usisni ventili, rasprskač (goriva) i visokotlačna pumpa za ubrizgavanje goriva kod Dieselova motora ili karburator i svjećica kod Otto motora, bregasto vratilo, pogon bregastog vratila, zamašnjak,...

### Temeljna ploča(Karter)
Temeljna ploča je donji dio motora na kojem počiva cijeli motor, odnosno ona je temelj cijelog motora. Na nju se smještaju temeljni ležajevi, te koljenasto vratilo, a također, na nju se učvršćuje blok motora. Temeljna ploča je učvršćena na posteljicu ili ležište motora temeljnim vijcima. Donja strana temeljne ploče završava se kadom, koja služi kao spremište za ulje za podmazivanje kod manjih motora, a kod većih motora kada služi za sakupljanje i odvođenje ulja u poseban za to predviđen tank.

### Blok motora
Blok motora je dio motora koji se proteže od temeljne ploče do glave motora. U njemu se nalaze cilindri motora, odnosno provrti u koje će biti smještene košuljice. Jednostavno rečeno, blok motora je nepomična ljuštura u koju će se ugraditi pokretni dijelovi motora. Pored provrta za košuljice, u njemu se nalaze i provrti za hlađenje motora kojima cirkulira rashladno sredstvo. Blok motora kod automobila najćešće se izrađuje od lake legure zbog smanjenja cjelokupne mase automobila. Blokovi velikih motora (kao što su brodski) izrađuju se lijevanjem od željeza.

### Koljenasto vratilo(Radilica)
Koljenasto vratilo ili radilica služi da pravocrtno gibanje klipa pretvori u rotirajuće gibanje na izlazu iz motora, te da energiju koju je klip predao klipnjači, a potom klipnjača koljenastom vratilu, prenese na izlaznu osovinu. Ona tu energiju predaje dalje, na kotače kod vozila, odnosno na osovinu brodskog vijka, na osovinu vlaka... Koljenasto vratilo sastoji se od niza koljena po kojima je dobilo ime. Koljena leže na temeljnim ležajevima, a sredina koljena je spojena na leteći ležaj. Vratilo u oba slučaja ima ulogu osnaka ležaja.

### Klipnjača
Klipnjača je spojni element između klipa i koljenastog vratila kod malih motora, odnosno između križne glave motora i koljenastog vratila kod velikih brodskih motora. Klipnjača (ojnica) svojim gibanjem učestuje u pretvorbi pravocrtnog gibanja klipa u okretno gibanje radilice. Izrađuju se kovanjem ili lijevanjem.

### Križna glava
Kod velikih motora ne koriste se spojnice direktno spojene na klipove zbog velikog hoda klipa, odnosno velikih masa u gibanju koje bi zbog velikih bočnih sila vrlo brzo uništile košulju. Kod takvih motora se poništenje bočnih sila vrši uređajem kojeg nazivamo križna glava. Križna glava omogućuje klipu što veći hod, kod brodskih motora hod klipa može biti i više od 9 puta veći od promjera klipa 

### Cilindarska košuljica
Cilindarska košuljica je izrađena od legure otporne na visoke temperature, koja je umetnuta u blok motora, a kod manjih motora može biti dio bloka, odnosno izliven skupa s blokom motora. Njezina je uloga prihvaćati toplinu nastalu izgaranjem te ju preko rashladne tekućine prenositi u okolinu,  a također, prihvaćati sile koje se razvijaju prilikom izgaranja i gibanja klipa. Košuljice dvotaktnih i četverotaktnih motora se razlikuju po izvedbi, kod dvotaktnih motora one imaju kanale za izmjenu plinova pri njenom donjem dijelu, dok košuljice četverotaktnih motora to nemaju.

### Stap (klip)
Stap (klip) je dio motora koji oslobođenu energiju ekspanzije prenosi na ojnicu i koljenasto vratilo kod manjih motora, dok kod brodskih motora stap energiju prenosi na stapajicu koja je križnom glavom spojena na ojnicu, a ona je spojena na koljenasto vratilo.

### Ventili
Ventili su najčešće smješteni u glavi cilindra, tj. na vrhu cilindra. Najčešća je izvedba od po dva ventila po cilindru, kod većine četverotaktnih motora, dakle jedan usisni i jedan ispušni. U novijih vozila benzinskog motora pojavljuje se izvedba od četiri ventila po cilindru: dva usisna i dva ispušna. Rijetko se pojavljuje i izvedba s tri ventila po cilindru. Kod takve izvedbe jedan je usisni ventil, a dva su ispušna. Ventili su pogonjeni bregastim vratilom koje je zupčastim remenom spojeno na koljenasto vratilo motora. Bregasto vratilo mora biti usklađeno s koljenastim vratilom zbog vremena otvaranja i zatvaranja ventila da klip ne udari o ventile dok se giba u cilindru. Dvotaktni motori imaju samo ispušni ventil ili ventile, dok je usis izveden pomoću kanala na košuljici.

### Visokotlačna pumpa za ubrizgavanje goriva
Visokotlačna pumpa za ubrizgavanje goriva je uređaj za ubrizgavanje goriva u cilindre motora kod Dieselova motora. Tlak ubrizgavanja je rastao tijekom razvoja motora te se danas popeo do 1200 bara.

### Rasprskač goriva
Rasprskač goriva je uređaj koji služi da u određenom trenutku procesa gorivo ubrizga u obliku finih čestica i rasprši ga   u cilindru radi samozapaljenja smjese goriva i zraka. Ovaj postupak se vrši kod Dieselova motora.

### Bregasto vratilo
Bregasto vratilo je vratilo koje svojim brijegovima pomaže otvaranju usisnih, odnosno ispušnih ventila. Ono je spojeno s koljenastim vratilom zbog točnog otvaranja i zatvaranja pojedinih ventila, da se ne dogodi udaranje klipa u ventile. Može biti povezano na koljenasto vratilo na četiri načina: 1.zupčastim remenom i zupčastim remenicama, 2.lancem i lančanikom, 3.kosom osovinom, 4.zupčanicima.

## Upotreba motora s unutarnjim izgaranjem
Motori s unutarnjim izgaranjem danas imaju vrlo široku primjenu. Glavni su pokretači automobila, broda, vlaka, zrakoplova, služe kao pogon za mnoge sisaljke, generatore struje, i još mnogo drugih stvari. Različitih su izvedbi i veličina, od vrlo malih za pogon maketa do vrlo velikih brodskih motora.

## Ostali projekti
|  | Wikiknjige imaju gradivo o temi Knjiga pojmova u zrakoplovstvu/E/Motor |